# Ковач, Золтан (тренер)
Золтан Ковач (венг. Kovács Zoltan; 16 октября 1954, Осиек, ФНРЮ) — бельгийский и венгерский футбольный тренер.

## Биография
Родился в Югославии. Его отцом был венгр, а мать — хорваткой. В два года вместе с родителями переехал жить Бельгию, где начал заниматься футболом. Входил в юношеские и молодёжные команды клуба «Лувьерус» и вызывался в расположение юношеской сборной Венгрии. Однако профессиональным футболистом стать не смог и в 20 лет завершил карьеру футболиста.
В 35 лет перешёл на тренерскую работу. Работал в национальной федерации футбола Бельгии, где вел детские и юношеские сборные страны, а также занимался преподавательской деятельностью. В течение трех лет возглавлял национальную команду среди игроков не старше 18 лет.
Позднее стал клубным тренером. В течение одного сезона он возглавлял бельгийский клуб «Юнион». В 2011 году Ковач был назначен главным тренером команды бельгийской ПРО-лиги «Шарлеруа», однако уже через тур был вынужден уступить пост своему соотечественнику Луке Перузовичу.
17 апреля 2013 года Ковач стал главным тренером венгерского клуба «Диошдьёр». По окончании сезона он покинул своё место.